# ميتسكي سايتو
ميتسكي سايتو (باليابانية: 齊藤 未月) (10 يناير 1999 في فوجيساوا في اليابان – )؛ هو لاعب كرة قدم ياباني سابق كان يلعب كلاعب وسط.

## وصلات خارجية
- ميتسكي سايتو على موقع رابطة كرة القدم اليابانية للمحترفين (اليابانية)
- ميتسكي سايتو على موقع قاعدة بيانات كرة القدم.إي يو (الإنجليزية)
- ميتسكي سايتو على موقع Soccerbase.com (لاعب) (الإنجليزية)
- ميتسكي سايتو على موقع Soccerway.com (الإنجليزية)
- ميتسكي سايتو على موقع عالم كرة القدم.نت (الإنجليزية)